# فرانك ألين (لاعب كرة قاعدة)
فرانك ألين (بالإنجليزية: Frank Allen)‏ هو لاعب كرة قاعدة أمريكي، ولد في 26 أغسطس 1888 في نوبيرن في الولايات المتحدة، وتوفي في 30 يوليو 1933 في غينسفيل في الولايات المتحدة.

## وصلات خارجية
- فرانك ألين على موقع دوري كرة القاعدة الرئيسي (الإنجليزية)
- فرانك ألين على موقعبيزبول رفرنس.كوم (الدوري الرئيسي) (الإنجليزية)
- فرانك ألين على موقع مشجعي الرسوم البيانية (الإنجليزية)